# ベビーシッターのモンスターハンティング・ガイド
『ベビーシッターのモンスターハンティング・ガイド』（原題：A Babysitter's Guide to Monster Hunting）は、2020年に配信されたアメリカ合衆国のホラー映画。監督はレイチェル・タラレイ、主演はタマラ・スマートが務めた。本作はジョー・バラリーニの児童書『A Babysitter's Guide to Monster Hunting』を原作としている。

## 概略
高校生のケリー・ファーガソンが近所に住む子供、ジェイコブの子守をしていたところ、突如現れたモンスターによってジェイコブが誘拐されてしまった。ケリーはすぐに警察に通報したが、「モンスターに子供が誘拐された」などという話を警察が信じるわけもなく、ただ途方に暮れるしかなかった。そんな彼女に救いの手を差し伸べてくれた人物こそ、ベビーシッターのリズであった。リズは数千年の歴史を有する「国際ベビーシッター団」に所属し、子供たちに危害を加えるモンスターたちを撃退する任務にあたっていたのである。ケリーは個性的な「国際ベビーシッター団」の面々と共にジェイコブの救出に向かう。

## キャスト
※括弧内は日本語吹替
- ケリー・ファーガソン：タマラ・スマート（川勝未来）
  - 幼少期のケリー・ファーガソン：イザベル・バーチ
- リズ・ルルー：ウーナ・ローレンス（伊瀬茉莉也）
- グランド・ギニョール：トム・フェルトン（津田健次郎）
- ベルナ・ヴィンセント：トロイ・リー＝アン・ジョンソン（神戸光歩）
- ヴィクター・コレッティ：アレッシオ・スカルゾット
- ペギー・ドルード：インディア・ムーア
- ジェイコブ・ゼルマン：イアン・ホー（野地祐翔）
- ミス・ゼルマン：タムセン・マクドノー
- キャシー・ツェン：リン・マサコ・チェン
- カーティス・クリッター：タイ・コンシーリョ
- トミー：アシュトン・アルバブ
- アレクサ・ファーガソン：クリスタル・バリント
- ジャスパー・ホアン：リッキー・ヒ―
- ディアナ：アニサ・ハリス
- ピート・ファーガソン：キャメロン・バンクロフト
- ヴェロニカ・プレストン：ケルシー・マウェマ
- ムンバイ出身のベビーシッター：ミティラ・パルカー

## 製作
2015年5月15日、ウォールデン・メディアとモンテチート・ピクチャー・カンパニーがジョー・バラリーニの児童書『A Babysitter's Guide to Monster Hunting』の映画化権を購入したとの報道があった。2019年4月15日、レイチェル・タラレイ監督の起用が発表された。9月4日、タマラ・スマート、インディア・ムーア、トム・フェルトン、ウーナ・ローレンスがキャスト入りした。

### 撮影・音楽
本作の主要撮影は2019年8月6日にカナダのバンクーバーで始まり、同年10月16日に終了した。2020年6月8日、マシュー・マージェソンが本作で使用される楽曲を手掛けるとの報道があった。10月15日、ファントグラムが歌う本作の劇中歌「Me & Me」がシングルとして発売された。

## マーケティング
2020年9月9日、本作の劇中写真が初めて公開された。26日、本作のオフィシャル・トレイラーが公開された。

## 評価
本作は批評家から好意的に評価されている。映画批評集積サイトのRotten Tomatoesには18件のレビューがあり、批評家支持率は61%、平均点は10点満点で5.8点となっている。また、Metacriticには4件のレビューがあり、加重平均値は31/100となっている。